# Duma
Duma (Ду́ма  în limba rusă) este numele dat mai multor adunări reprezentative în Rusia din trecut până în ziua de azi. Duma de Stat în Imperiul Rus și în Federația Rusă este camera inferioară a parlamentului. Este de asemenea termenul care desemnează sfatul boierilor primilor conducători ruși - Duma Boierilor, sau consiliile orășenești ale orașelor - Duma Orașului.

## Duma la începutul istoriei Rusiei
Denumirea duma vine de la cuvântul rusesc думать (dumat),  "a gândi". Duma Boierilor era o adunare consultativă convocată de marii prinți și țari ai Moscovei. Era compusă din nobili care aveau rangul de boier. Existența Dumei a fost întreruptă de Petru cel Mare, care a transferat funcțiilor sale în 1711 către Senatul de Conducere.

## Duma de Stat în Imperiul Rus
Sub presiunea Revoluției din 1905, țarul Nicolae al II-lea a emis Manifestul din Octombrie prin care garanta libertățile fundamentale ale omului, inclusiv dreptul la asociere – ceea ce deschidea drumul pentru formarea Dumei de Stat. Deși Rusia era un imperiu, nu o democrație, Duma de Stat este uneori comparată cu camera inferioară a unui parlament, Consiliul de Stat fiind comparată cu camera superioara.
Totuși, țarul Nicolae al II-lea era hotărât să-și păstreze puterea autocratică. Chiar înainte de crearea Dumei în mai 1906, țarul a emis legile fundamentale care intrau în contradicție cu Manifestul din Octombrie în câteva puncte importante. Aceste contradicții începeau cu faptul că miniștrii nu erau numiți și nu răspundeau în fața Dumei, astfel se nega principiul guvernului reprezentativ. Mai mult, țarul avea puterea să dizolve Duma și să convoace noi alegeri oricând dorea. 
Alegerile pentru Prima Dumă au avut loc în iulie 1906, câștigători fiind socialiștii moderați și liberalii care cereau continuarea reformelor. A fost dizolvată numai după zece săptămâni. 
A Doua Dumă din februarie 1907 a avut de asemenea o viață scurtă. Folosind starea de urgentă, primul-ministru, Piotr Stolîpin, a schimbat legea electorală și a dat altă pondere voturilor aristocratilor și moșierilor. Asta a asigurat o Dumă dominată de mica nobilime, moșieiri și oameni de afaceri. 
Între 1907 și 1912 , A Treia Dumă dominată de octombriști a reușit să funcționeze neîntrerupt. Fiind orientată către dreapta conservatoare, a reușit să-și ducă la bun sfârșit mandatul de cinci ani. Asasinarea lui Stopîpin și înăsprirea politicii reacționare a țarului și a Consiliului de Stat a slăbit continuu importanța celei de-a treia Dume.
A patra Dumă, 1912 – 1917 a avut de asemenea o influență politică limitată. Totuși, a avut jucat un oarecare rol în evenimentele din 1917, cooperând parțial cu guvernul provizoriu. A fost dizolvată pe durata revoluției din 1917.

## Duma de Stat în Rusia zilelor noastre
Duma de Stat (în limba rusă: Государственная дума (Gosudarstvennaia Duma), numele abreviat în mod curent: Госдума (Gosduma)), este în Federația Rusă camera înferioară a  Adunării Federale a Rusiei (parlamentul),  camera superioară fiind Consiliul Federal al Rusiei. Conform constituției Rusiei din 1993, sunt aleși 450 de deputați ai Dumei (articolul 95). Cetățenii ruși care au împlinit vârsta de 21 de ani pot candida pentru un loc de deputat în Dumă (articolul 97).

## Articole înrudite
- Alegerile din Rusia
- Zemski Sobor
- Vece